# Mats Hedén
Mats Hedén, född Mats Erik Nils Hedén 18 december 1960 i Farsta, är en svensk musiker (klaviatur). Hedén var tidigare medlem i gruppen Weeping Willows, har även varit medlem i Stefan Sundströms kompband Apache, där han gick under namnet Papa Mats. Han har dessutom varit med i kultbandet John Lenin som startades av Johan Johansson från bland annat KSMB och Strindbergs. 
Mats Hedén är far till poddaren Nemo Hedén.